# Mesosa diabolica
Mesosa diabolica es una especie de escarabajo longicornio del género Mesosa, categorizada en la tribu Mesosini, de la subfamilia Lamiinae. Fue descrita por Yamasako & Bi en 2022.

## Descripción
Mide 10,3-14,1 mm de longitud.

## Distribución
Se distribuye por China.